# 二茂二铍
二茂二铍是一种有机铍化合物，化学式为C10H10Be2，或写作Cp2Be2（Cp为环戊二烯阴离子）。它最早于2023年被Boronski等人分离出来。它是一种一价铍化合物，存在Be-Be键，可由[(MesNacnac)Mg]2和二茂铍反应制得。它和Ni(COD)2反应，可以得到Ni(BeCp)6。